# Everton Giovanella
Everton Giovanella, meglio noto solo come Giovanella (Caxias do Sul, 13 settembre 1970), è un ex calciatore brasiliano, di ruolo centrocampista.